# جامای سیمپسون-پیوزی
جامای سیمپسون-پیوزی (انگلیسی: Jahmai Simpson-Pusey؛ زادهٔ ۴ نوامبر ۲۰۰۵) بازیکن فوتبال اهل انگلستان است که برای منچستر سیتی بازی می‌کند.
وی همچنین در تیم ملی فوتبال زیر ۱۸ سال انگلستان بازی کرده است.